# Peugeot 408
El Peugeot 408 es un automóvil de turismo del segmento C, producido por el fabricante francés Peugeot para los mercados de China, Europa Oriental y América del Sur. Es un sedán de cuatro puertas equipado con un motor transversal atmosférico en versión gasolina o diesel acoplado a una caja manual de 5 velocidades o una automática, dependiendo de las versiones. Fue presentado el 25 de enero de 2010 en el Salón del Automóvil de Pekín y su salida a venta se produjo el 8 de abril de 2010.  Su producción se inició en las factorías que Peugeot posee en la localidad china de Wuhan, mientras que a finales del mes de noviembre de este mismo año, fue producido en las factorías de El Palomar, Argentina.
Si bien este automóvil fue presentado por Peugeot para su comercialización en mercados emergentes, el mismo nunca fue comercializado en Europa Occidental. Sin embargo, la presencia europea de este modelo se daría gracias al inicio de su producción en la localidad de Kaluga, en la Federación Rusa, desde donde se distribuye hacia los mercados de Europa Oriental a partir del año 2012.
A pesar de que su nombre indicaría una supuesto emparejamiento con la línea mediana grande de Peugeot, lo concreto es que este modelo fue desarrollado para reemplazar en los mercados de Asia, Europa Oriental y América del Sur a la versión sedán del modelo Peugeot 307, no siendo así con el modelo Peugeot 407, del cual hubiese sido más lógico por su denominación. El motivo de la elección de este nombre para el 408 tiene un fin comercial, respondiendo de esta manera al tándem Mégane III-Fluence propuesto por Renault y contra el que rivaliza directamente. 
Aun así, en China este modelo fue producido y vendido en ese mercado, a la par de una versión sedán del Peugeot 308, lanzada en septiembre del año 2011 y diseñada exclusivamente para ese mercado, siendo al mismo tiempo el 408 ubicado en un segmento superior, con mayores niveles de equipamiento y tecnología con respecto al Sedán 308, que fue presentado como una opción más económica.

## Primera generación

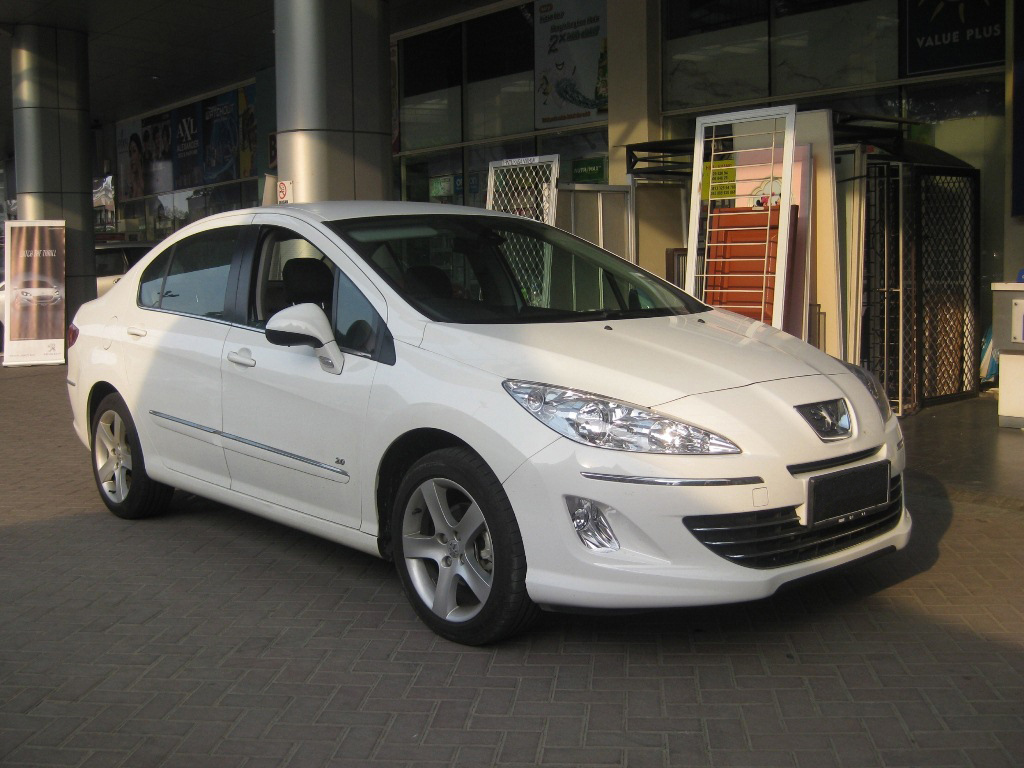
408 EW10A13

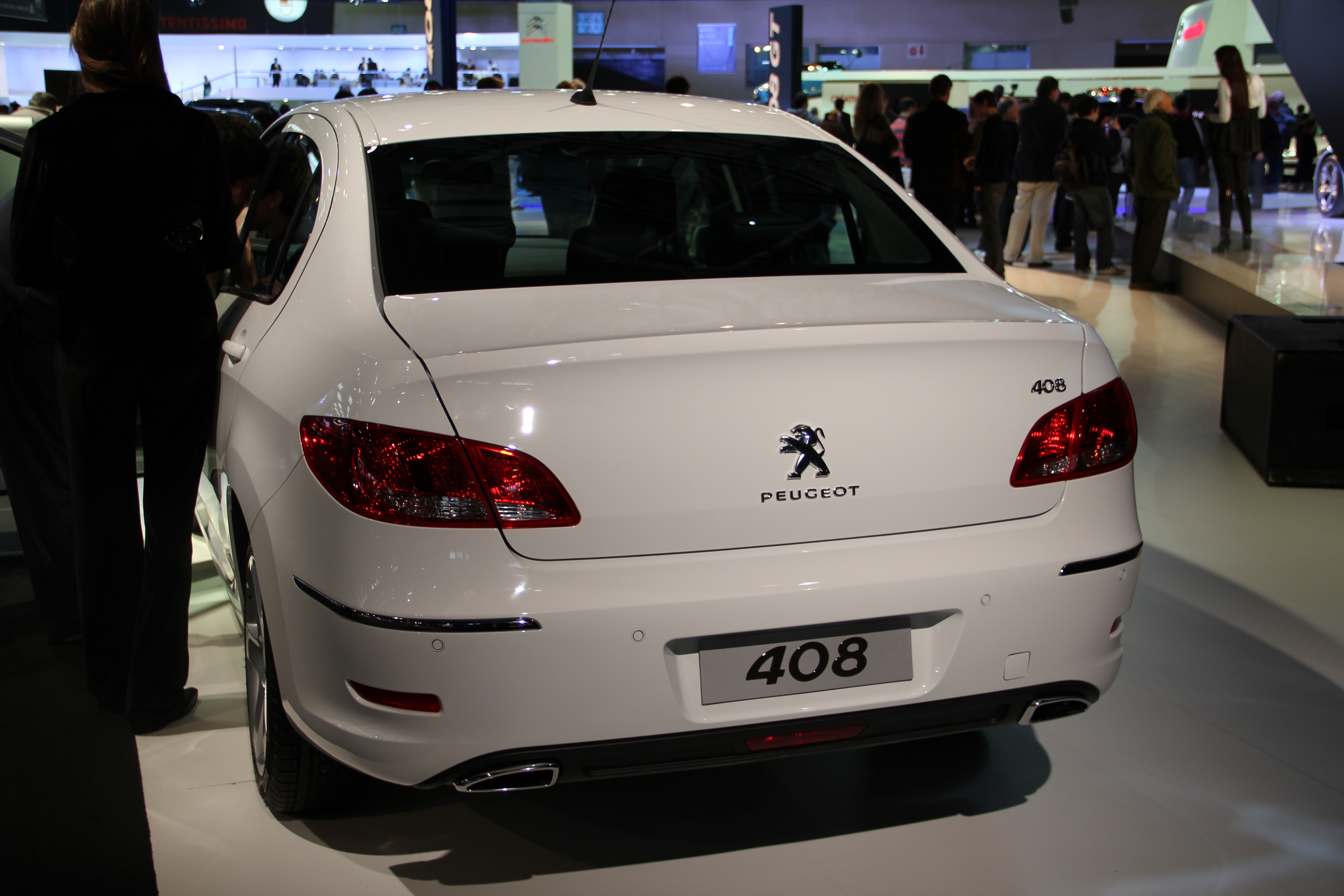
Vista trasera del Feline en el Salón del Automóvil de Buenos Aires de 2011

Se comercaliza en  China, Malasia, Rusia y América del Sur y se posiciona debajo del Peugeot 508 el cual es el tope de gama de la marca desde 2012.   
Originalmente fue diseñado para el mercado de China y en 2010 vendió más de 400.000 unidades. Comenzó a comercializarse con motores de cuatro cilindros a gasolina de 1.6 L desarrollando 120 hp (82 kW)  y de 2.0 L desarrollando 147 hp (110 kW). 
Para el mercado sudamericano su diseño fue revisado por diseñadores de Francia, Argentina y Brasil por lo que difiere externa e internamente del modelo chino.  Es fabricado en la fábrica argentina que PSA Peugeot-Citroën posee en El Palomar desde finales de 2010 en las versiones Allure, Feline y Griffe (para Brasil), con motores 1.6 L diésel (HDi) y  2.0 L gasolina (EW10+), con caja manual de 5 velocidades o automática de 4 velocidades. En 2012, se presentó la versión Sport con el motor "Prince" 1.6 L THP turbo con un equipamiento de seguridad y confort similares a la versión Feline (Argentina) /Griffe (Brasil) pero solamente con la caja automática de seis velocidades. Todas las versiones producidas para el mercado brasileño están equipadas con motores que permiten el uso de gasolina y ethanol, excepto el Sport.
Peugeot  producirá el 408 en su nueva planta en India.
Para la versión 2013 en China, a finales de 2012 Peugeot presentó un rediseño interior y exterior. En el interior destaca el cambio de la consola central y detalles en el volante. En lo que concierne al exterior, se hizo un cambio muy notorio en las ópticas traseras (que incorporan iluminación LED) y en la parte baja del paragolpes. El frente también fue revisado, acercándose al diseño de la versión sudamericana/rusa, aunque con diferencias. Los espejos exteriores que se utilizaban en la versión original eran los que equipaban al 308 europeo (a diferencia de las versiones americanas y rusas que utilizan el espejo del Citroën C5 2010) son ahora los del Citroën C5 actual, cuya característica más notoria es que la luz de giro lateral está incorporada en la carcasa y no en el pie del espejo.

### Rediseño
En agosto de 2015, Peugeot Argentina introdujo al mercado un rediseño, que meses atrás había debutado en el marco del Salón del Automóvil de Buenos Aires.
La actualización estética afecto fundamentalmente al sector frontal, con unos nuevos grupos ópticos y una nueva parrilla, que incorporó en su interior al emblema de la marca, que con anterioridad se ubicaba sobre el capó. En el habitáculo en tanto, estrenó un nuevo sistema de información y entretenimiento, que integra su pantalla táctil en la consola central.
En cuanto a su mecánica, junto con el rediseño incorporó una nueva transmisión manual de seis marchas, al mismo tiempo que la transmisión automática Tiptronic, que también es de seis relaciones, incorporó dos modalidades de operación, una de ellas para privilegiar la deportividad, a la cual denominaron Sport y la segunda de ellas denominada Eco, que pone el énfasis en el ahorro de combustible.
El 408 se dejó de fabricar en Argentina en 2021.

### Competición
El modelo también tuvo versiones de competición. En el Stock Car Brasil, Peugeot compitió con el 408 desde 2011 hasta 2017, aunque es un silueta, no un chasis original. Cacá Bueno fue campeón en 2011, Marcos Gomes en 2015, y Felipe Fraga en 2016. En Argentina, el equipo oficial Peugeot compitió en el Súper TC 2000 con el 408 desde 2013 hasta 2018, con el que Néstor Girolami ganó los campeonatos 2014 y 2015. 

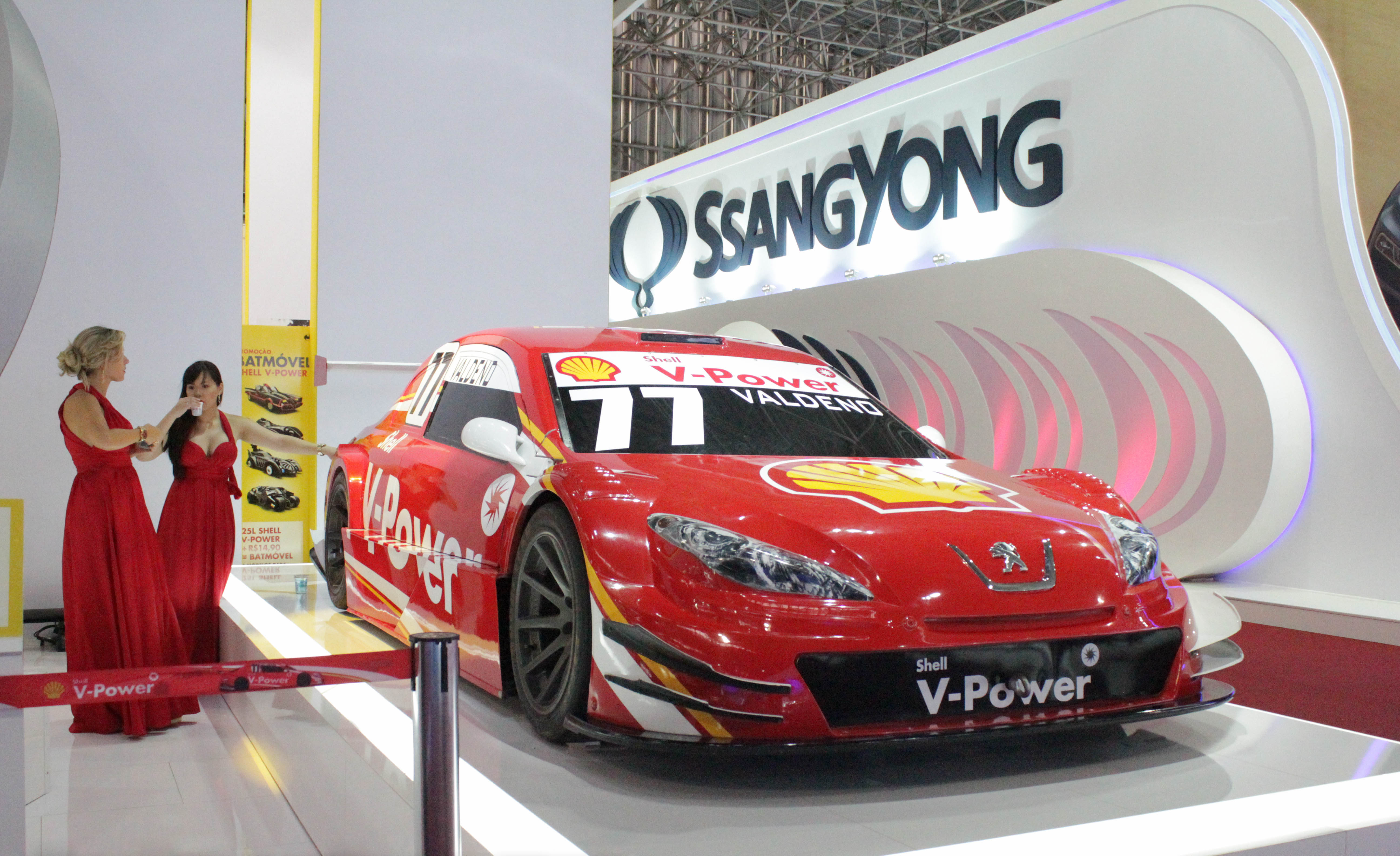
Peugeot 408 de Stock Car Brasil\

## Segunda generación

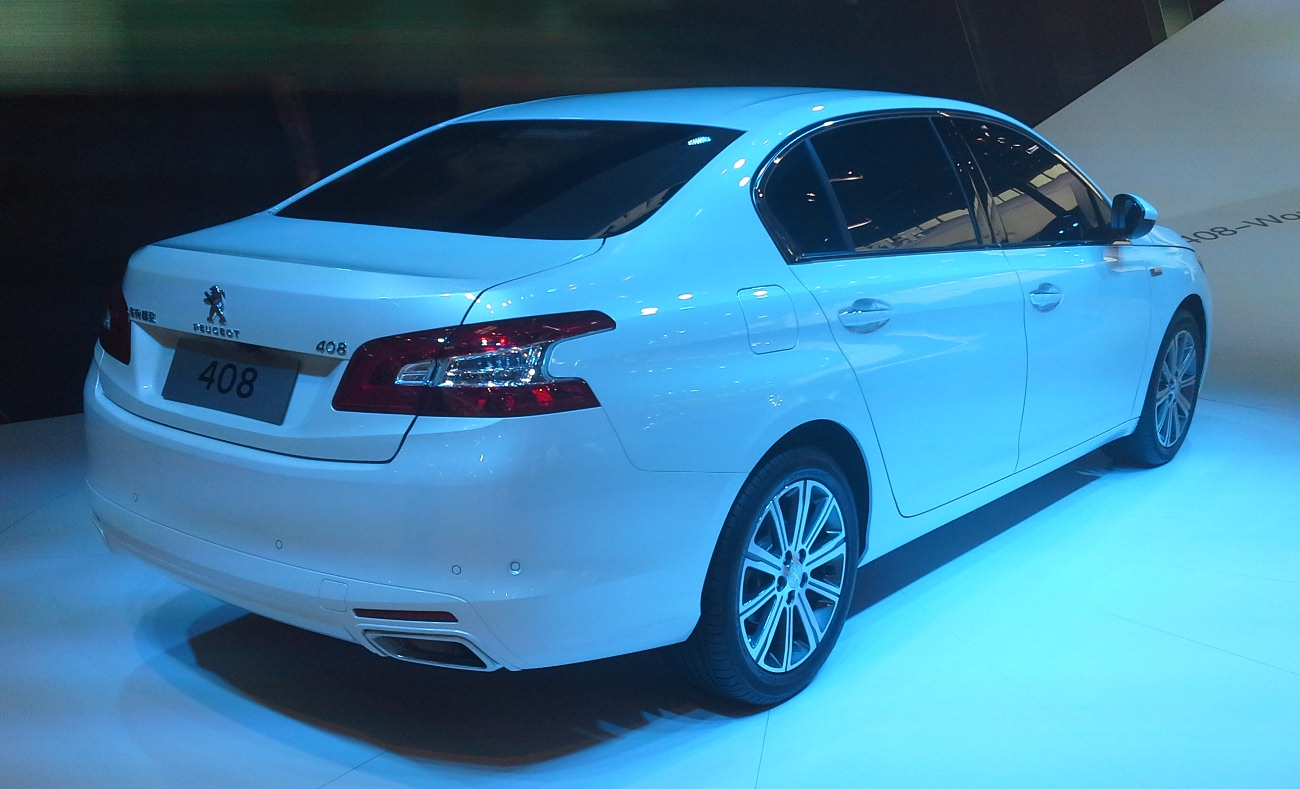
Vista trasera en el Salón del Automóvil de China de 2014

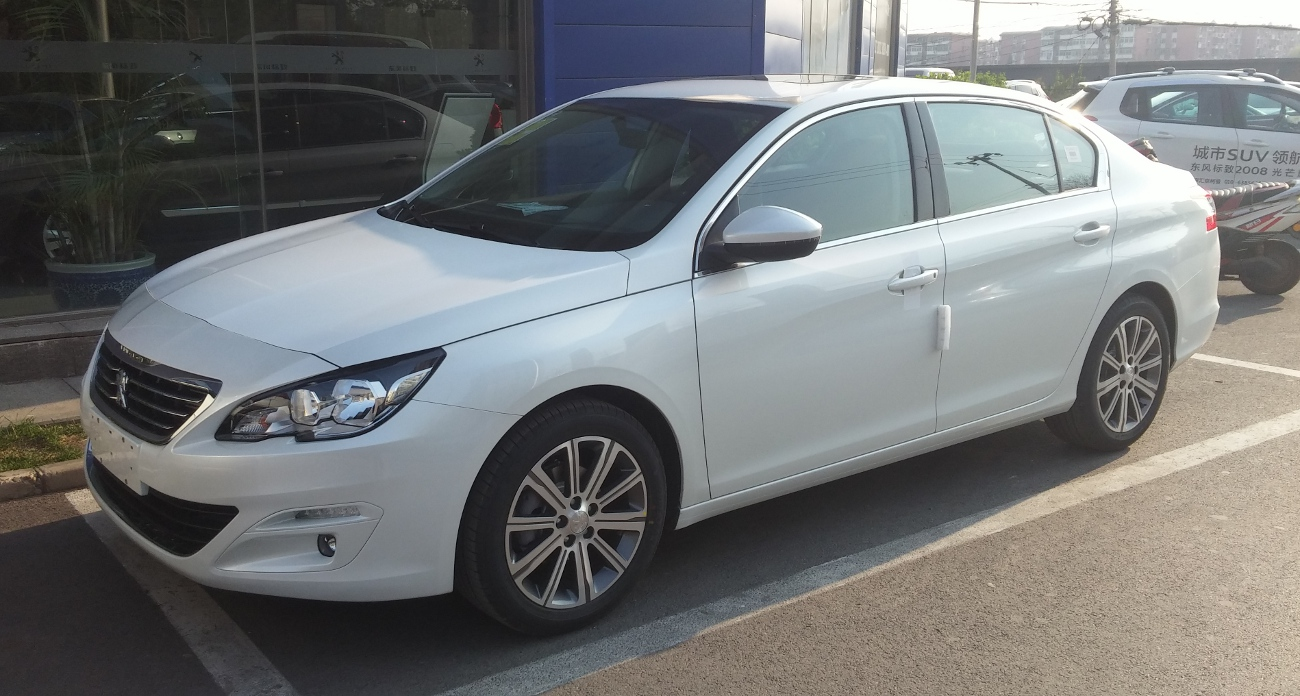
En el Salón del Automóvil de China de 2015

El Peugeot 408 de segunda generación se presentó en el salón de Beijing, en abril de 2014 y el objetivo es el mismo que el de su antecesor; Conquistar nuevos territorios, en especial China, aunque no hay planes de verlo rodando por España.
El Nuevo Peugeot 408 comparte con sus hermanos el Peugeot 308 de cinco puertas y la variante SW, la plataforma EMP2.
La apariencia del Peugeot 408 es muy parecida a la del 308, aunque cabe destacar que el logotipo vuelve a la calandra, tras muchos años colocándolo en el capó. Esta tendencia es seguida por el Peugeot 508 tras el rediseño recibido en 2014.
Se vende con motores 1.2 THP de 130CV, 1.6 VTI 120CV , 1.8 140CV y 1.6 THP 163CV.

## Versión crossover (2023-presente)
Para el mercado europeo, se presentó en junio de 2022 una variante independiente de la serie, mezcla de SUV y Station Wagon. Sería producida en Mulhouse, Francia, se parecerá al Citroën C5 X (algo menor en tamaño) y saldrá a la venta a principios de 2023. Desde septiembre de 2022, la serie limitada First Edition acepta pedidos. La tercera generación solo tiene el lenguaje de diseño en común con la versión actualizada en 2022 y solo ofrecida en China. No obstante, Peugeot planea un poco más adelante también para China el lanzamiento al mercado de esta variante. Luego se producirá en la planta de Chengdu.